# Boreomysis californica
Boreomysis californica är en kräftdjursart som beskrevs av Ortmann 1894. Boreomysis californica ingår i släktet Boreomysis och familjen Mysidae. Inga underarter finns listade i Catalogue of Life.